# Клайс фон Харф
Клайс фон Харф (на немски: Clais von Harff; † ок. 1569) е благородник от род фон Харф, господар на дворец Харф.
Той е син на Йохан фон Харф-Алсдорф († 1524) и първата му съпруга Агнес ван Хоенсброек.
Баща му се жени втори път за Маргарета Квадт фон Викрадт. По-голям полубрат е на Вилхелм фон Харф-Алсдорф († сл. 1537).
През 1585 г. фамилията фон Харф поема владението в Драйборн (в Шлайден) до 1794 г. Фамилията забогатява и през 1650 г. е издигната на фрайхер. Родът фон Харф има гробно място в църквата Св. Йоханес Баптиста в Олеф.
Праправнук му Филип Вилхелм фон Харф († сл. 1696) е издигнат на фрайхер.

## Фамилия
Клайс фон Харф се жени за 1524 г. за Маргарета фон Мероде († 1585). Те имат един син:
- Даем фон Харф, цу Драйборн († 1596), женен на 9 юни 1564 г. за Маргарета фон Елтц, наследничка на Драйборн († 19 ноември 1580), дъщеря на Фридрих фон Елтц, Еренберг и Пирмонт († 1560) и Маргарета фон Плетенберг († ок. 1583/1584).